# 都邦县
都邦县，中国古县名。
唐朝时置，治所在今广西壮族自治区来宾市西。属桂州所领羁縻纡州。北宋庆历三年（1043年）废入沂城县。